# Spodichthys
Spodichthys — вимерлий рід тетраподоморфів з девонського періоду Гренландії. Він містить один вид, Spodichthys buetleri.